# 渝港高速动车组列车
渝港高速動車組列車是中國鐵路運行於重慶市重慶西站至香港特別行政區香港西九龍站間的高速動車組列車。

## 历史
- 2019年7月10日全國鐵路調整運行圖中，「渝港高速动车组列车」正式开行。由于列车需要套跑部分穗港高速动车组列车班次，调整后当天只开行G320次，而G319则于次日开行[1][2]。
- 2020年1月30日起因香港西九龙站管制站受湖北省爆發疫情影響而关闭，列车运行区间缩短至重庆西-福田[3]。
- 2023年4月1日，因应香港西九龙站恢复跨广东省列车，运行区间恢复为重慶西-香港西九龙[4]。
- 2023年10月11日，因贵广客运专线达速300km/h运营，G319/20次列车運行時長縮短至7小時[5]。

## 使用列车
本對列車使用配屬廣州局集團深圳動車運用所的CR400AF-A。相关车底及交路亦会分別与香港西九龙至廣州南的G6509-6514次列車、香港西九龙至深圳北的G5603/6504次列車、以及深圳北至惠州北的G6323/6324次列車套跑，交路隔日完成。

## 车体交路
出庫→深圳北開G6324至惠州北→惠州北開G6323至深圳北→深圳北開G5603至香港西九龍→香港西九龍開G6510至廣州南→廣州南開G6511至香港西九龍→香港西九龍開G320至重慶西→重慶西動車所過夜→重慶西開G319至香港西九龍→香港西九龍開G6512至廣州南→廣州南開G6513至香港西九龍→香港西九龍開G6514至廣州南→廣州南開G6509至香港西九龍→香港西九龍開G5604至深圳北→回庫。

## 外部連結
- 香港高速鐵路長途列車行車時間表 （页面存档备份，存于）（包含G319、G320）